# Terry Childs
Terry Childs (43 ans au moment des faits) est l'ancien administrateur réseau du système informatique de la ville de San Francisco condamné en juillet 2008 pour avoir modifié tous les mots de passe des équipements du réseau de la ville.
En désaccord avec sa direction, Terry Childs avait changé les mots de passe d'accès au réseau sans les divulguer, bloquant ainsi le WAN (réseau étendu). Les services de la ville ont tenté de reprendre le contrôle des équipements avec l'aide de Cisco. Il a été arrêté le 13 juillet 2008 à son domicile à Pittsburg. Il a été condamné à 5 ans de prison, mais aurait conservé le mot de passe d'un routeur qui permet l'accès à distance du réseau, et que les services informatiques de la ville ne parviennent pas à situer. N'ayant pas payé les 5 millions de dollars de caution, il reste incarcéré. L'ancien administrateur réseau avait fini par rendre les mots de passe à la suite d'une réunion dans sa cellule de prison avec le maire de la ville, Gavin Newsome.
Bien qu'il ne soit pas l'architecte du réseau, il est le seul à avoir construit et configuré les équipements réseau.
Ce cas illustre bien l'importance du facteur humain dans les considérations de sécurité informatique, et l'importance de ne pas avoir une seule personne responsable de la totalité d'un système.